# Горхон (Бурятия)
Горхо́н (бур. Горхон — «речка, ручей») — посёлок в Заиграевском районе Бурятии. Административный центр сельского поселения «Горхонское».
В посёлке — станция Горхон Восточно-Сибирской железной дороги на Транссибирской магистрали.

## География
Расположен между речками Ехэ-Горхон и Зусса, немногим южнее их впадения слева в реку Ара-Кижу (левый приток Ильки), в 58 км к юго-востоку от районного центра — пгт Заиграево. Местность сельского поселения расположена на склонах гор, окружена хвойными и лиственными лесами, вплотную прилегающими к селу.

## История
Основан в 1899 при строительстве Забайкальской железной дороги как станция Горхон (в изданном в 1900 «Путеводителе по Великой Сибирской железной дороге» указывается ст. Мхе-Горхон). Название станции дала р. Ехэ-Горхон. В переводе с бурятского «ехэ» — большой, «горхон» — река, речка, ручей, родник (слово «горхон» в Бурятии, Забайкальском крае и Иркутской области содержится в названиях многих рек). Существует также точка зрения, что населенный пункт был основан в 1886 (в 1883 здесь начались изыскательские работы по строительству железнодорожной магистрали). Железнодорожная станция Горхон была открыта в 1900 году. В 1910 году поселок состоял из двух улиц, и в нём насчитывалось 318 жителей. К 1912 году в поселке проживало уже 27 семей.

## Население
| 2002 | 2010  |
| ---- | ----- |
| 1614 | ↘1463 |

## Инфраструктура
Две средних общеобразовательных школы, два детских сада, Дом культуры, библиотека, врачебная амбулатория.

## Автомобильные дороги
Трасса Улан-Удэ — Петровск-Забайкальский расстояние до С 110 км по 125 км (от с. Новоильинск до с. Горхон и до границы с Читинской областью)

## Экономика
Железнодорожная станция, заготовка и переработка леса.

## Медицина
Врачебная амбулатория с. Горхон, с филиалом ОСМП ГАУЗ «Заиграевская ЦРБ». Расстояние до ЦРБ — 67 км. Прикреплены: население ст. Кижа - расстояние до с. Горхон 20 км. Врач общей практики — 1 чел. Скорая помощь в форме: экстренной, неотложной, плановой. Транспортировка санитарным автомобилем класса «А» в сопровождении фельдшера пункта СМП (при необходимости — врача).

## Спортивные и культурные мероприятия
Проводят все праздничные мероприятия учреждения культуры сельского поселения: сельский дом культуры «Лесник» и Центр досуга «Железнодорожник». Ежегодно дома культуры принимают участие в районных культурных мероприятиях, проводят множество поселковых мероприятий: новогодние праздники, Сагаалган, Сурхарбан, День защиты детей, конкурсные программы, проводы зимы, представления кукольного театра и многое другое.
Ежегодно на районный культурно-спортивный праздник «Сурхарбан» выезжает защищать честь поселения мужская сборная по волейболу.

## Известные жители
Поселение заслуженно гордится спортсменами — боксерами, которые отлично зарекомендовали себя на рингах многих регионов страны. Тренирует ребят Просянников Н. В., тренер ДЮСШ Заиграевского района, который построил в Горхоне за свой счет зал бокса, где дети тренируются, закаляются, мужают и защищают честь поселка, района, республики.